# جيمس هابارد
جيمس هابارد (بالإنجليزية: James Hubbard)‏ هو مجدف أمريكي، ولد في 7 ديسمبر 1906، وتوفي في 21 مايو 1960.

## وصلات خارجية
- جيمس هابارد على موقع الاتحاد الدولي للتجديف (الإنجليزية)
- جيمس هابارد على موقع أوليمبيديا (الإنجليزية)